# Wiegand-Glas
Wiegand-Glas ist ein mittelständisches Familienunternehmen und gehört zu den größten Behälterglas- und PET-Preformherstellern in Deutschland. In den vier Werken in Steinbach am Wald (Bayern), Großbreitenbach, Ernstthal und Schleusingen (alle drei in Thüringen) werden täglich mehr als acht Millionen Glasbehälter für die Getränke- und Lebensmittelindustrie hergestellt. Das Unternehmen beschäftigt in den deutschen Behälterglaswerken in der Gruppe mehr als 2.100 Mitarbeiter.

## Geschichte
Das Unternehmen hat seinen Ursprung in der Rhön, wo Niclas Wiegand in der zweiten Hälfte des 16. Jahrhunderts mit der Herstellung von Glas begann. Anfang des 20. Jahrhunderts betrieb die Wiegand-Familie sechs Glaswerke mit zentraler Verwaltung in Großbreitenbach. Im Jahr 1926 erwarb Otto Wiegand die Glashütte in Steinbach am Wald, die nach dem Zweiten Weltkrieg als einzige im Familienbesitz verblieb. Alle anderen Glaswerke wurden enteignet. Nach der Wende übernahmen die beiden Geschäftsführer Joachim und Konrad Wiegand im Jahr 1991 die VEB Glaswerke Großbreitenbach aus einem Joint-Venture mit der Treuhand. Seitdem produzierte Wiegand-Glas wieder an zwei deutschen Standorten. Mit dem Erwerb der Thüringer Behälterglas GmbH Schleusingen im Dezember 2011 kam der dritte deutsche Standort hinzu. 2015 wurde die TBG Schleusingen vollständig in den Rest des Konzerns integriert. Anfang 2016 wurde als vierter deutscher Produktionsstandort das Glaswerk Ernstthal übernommen.
Das Familienunternehmen wird heute von Nikolaus Wiegand geführt. Unter seiner Leitung investiert das Unternehmen stetig in die bestehenden Produktionsanlagen.

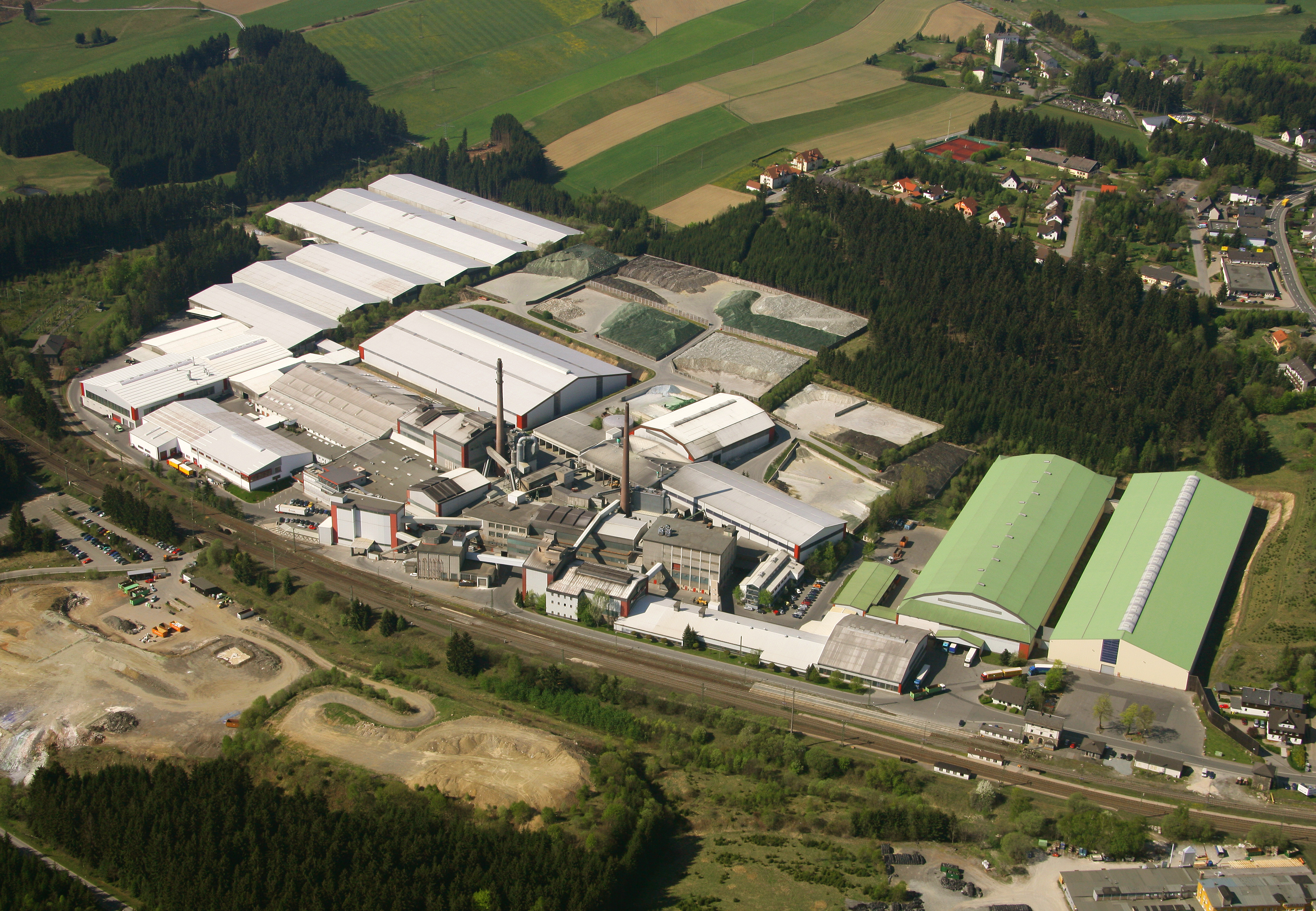
Werk Steinbach am Wald
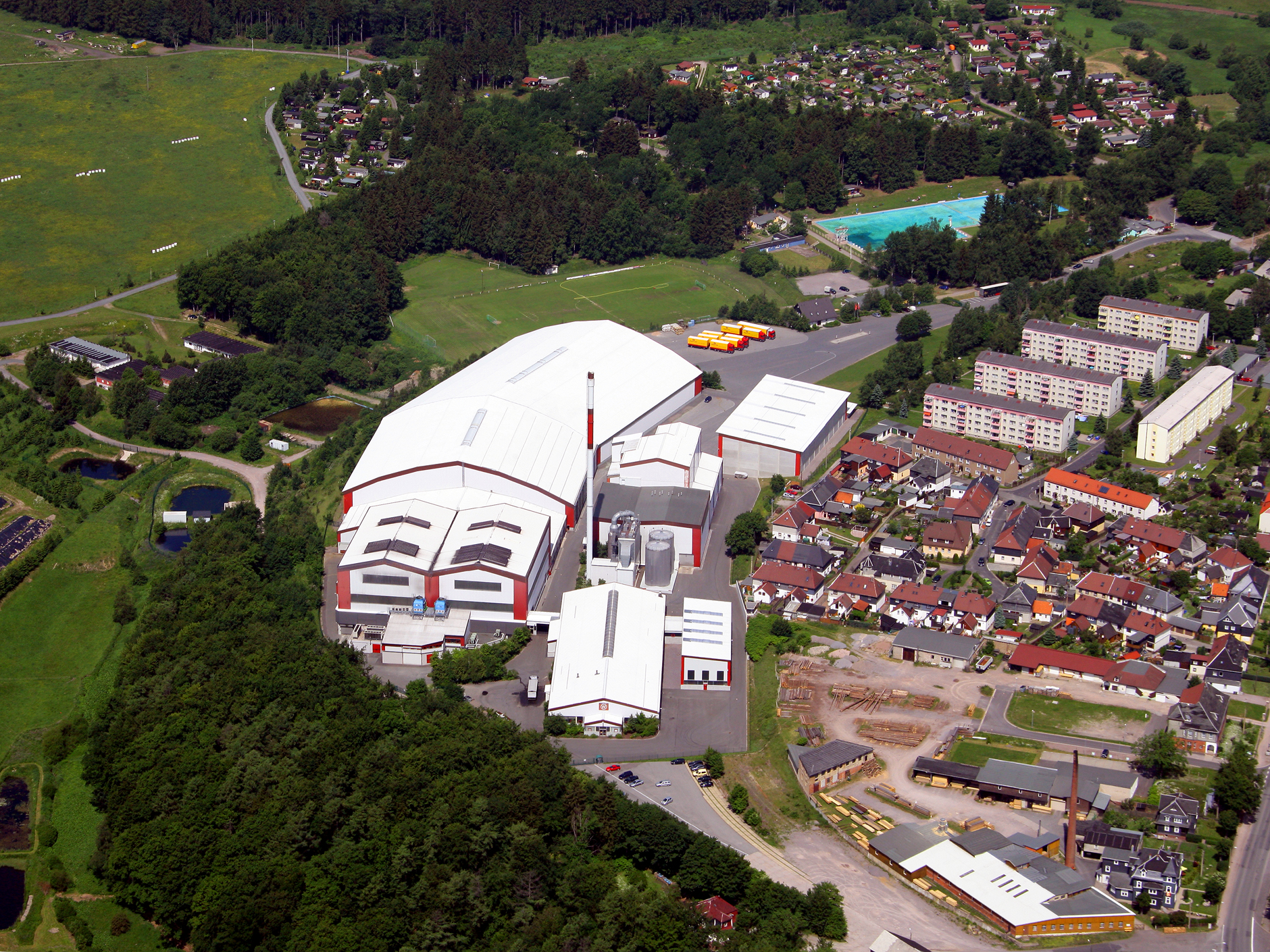
Werk Großbreitenbach
Glasmarke Wiegand-Glas
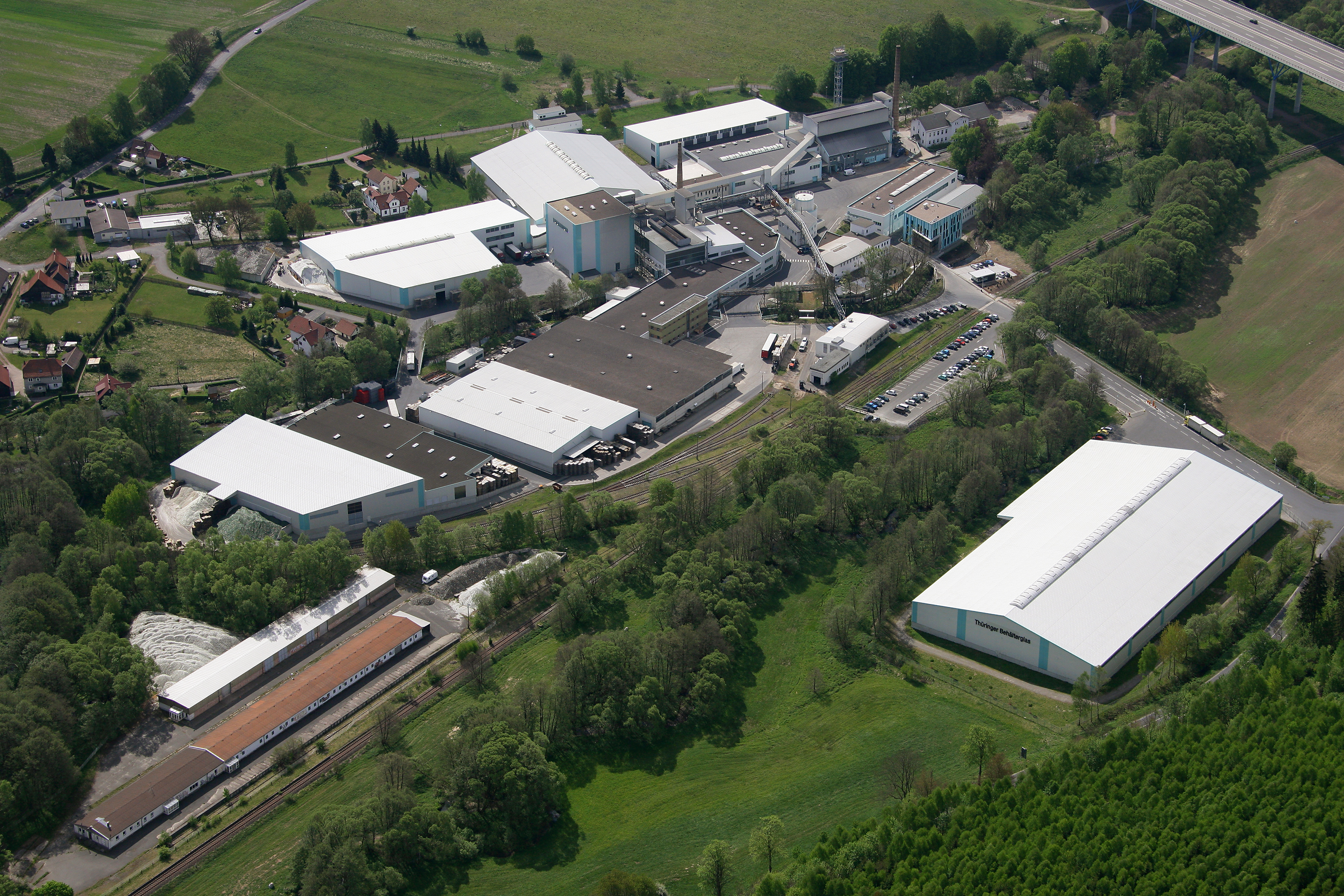
Werk Schleusingen
Glasmarke Thüringer Behälterglas
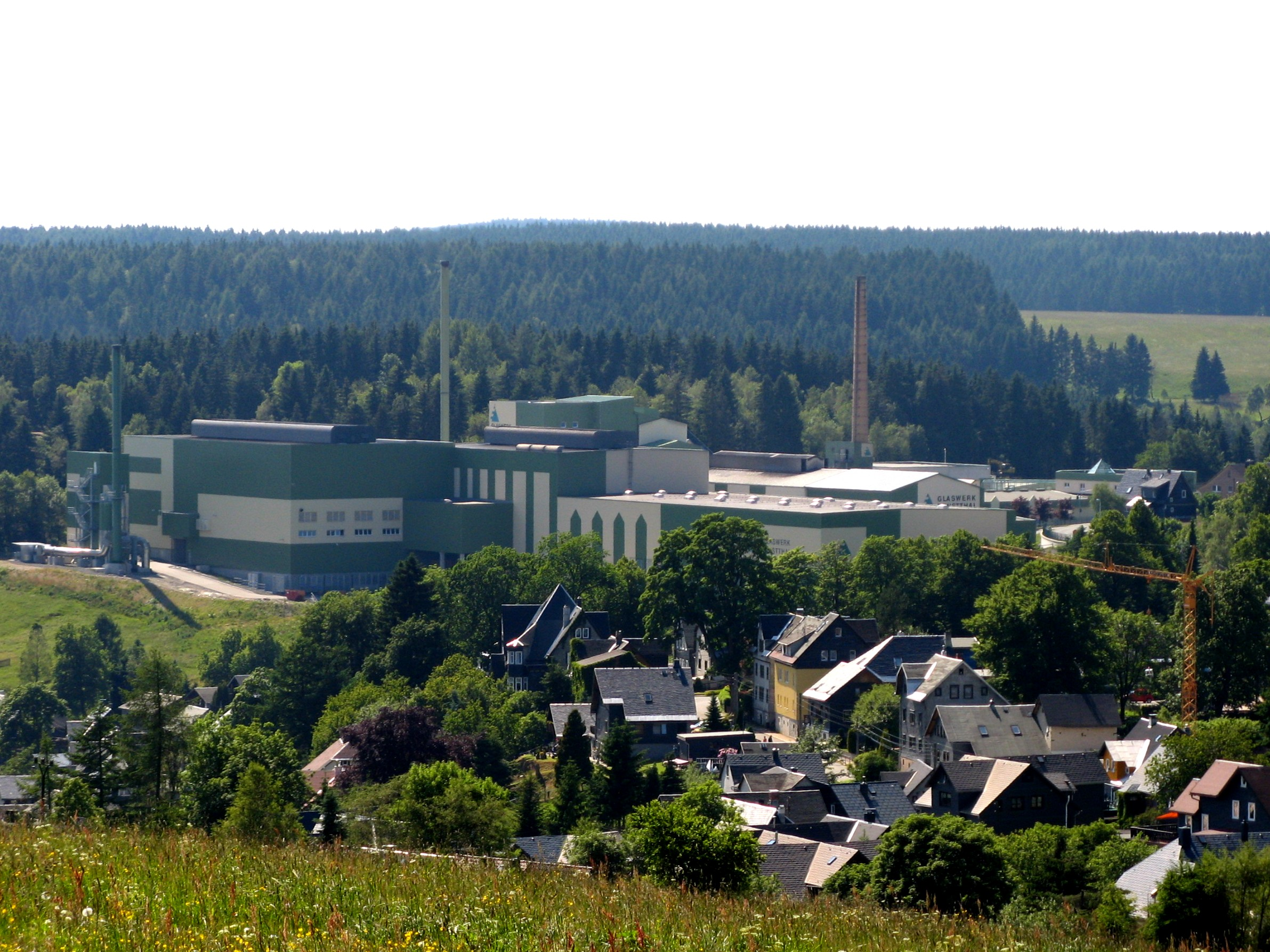
Werk Ernstthal
Glasmarke Glaswerk Ernstthal

## Unternehmensgruppe
Neben den vier Glashütten zur Herstellung von Behälterglas (Bierflaschen, Weinflaschen, Konservengläser) besitzt die Unternehmensgruppe seit 1997 als weiteren Unternehmenszweig ein Werk zur Herstellung von PET-Preforms und PET-Behältern. Mit rund 140 Mitarbeitern fertigt die PET-Verpackungen GmbH Deutschland (PEVEDE) im thüringischen Großbreitenbach täglich mehr als acht Millionen Preforms und knapp eine Million Behälter. Die Produktion wurde schrittweise ausgebaut, so dass alle gängigen Preformgewichte für 0,2 l bis 5,0 l Einweg-PET Flaschen produziert werden. Es werden ebenso Verpackungslösungen mit verschiedensten Barrieren und Multilayerpreforms sowie PET-Flaschen und -Dosen angeboten.
Im Dienstleistungszentrum am Standort Schleusingen erfolgt das maschinelle Anbringen von Bügelverschlüssen (Aufbügeln) sowie das Einbringen von Bierflaschen in Getränkekisten (Einkasteln).
In die Unternehmensgruppe sind außerdem ein Betrieb zur Aufbereitung von Altglas (Glas-Cycle GmbH in Wandersleben) sowie eine Spedition (Wiegand-Logistik GmbH) integriert.

## Produkte
Die Produktpalette von Wiegand-Glas im Bereich Behälterglas umfasst Einweg- und Mehrweg-Glasverpackungen für Getränke und Lebensmittel in genormten Standard- wie auch Sonderformen mit einem Volumen von 45 ml bis 3 Liter in verschiedenen Farben und mit verschiedenen Mündungen. Daneben fertigt das Unternehmen auch Designglas und Exklusivflaschen.

## Technologie
Wesentliche Technologie einer Glashütte umfasst:
- Glasschmelzwanne
- Arbeitswanne
- Feeder
- Glasmaschine
- Glaskratzer
- Kühlofen
- Palettierer
- Gabelstapler oder Fahrerloses Transportfahrzeug